# Неделя современного искусства (Сан-Паулу)

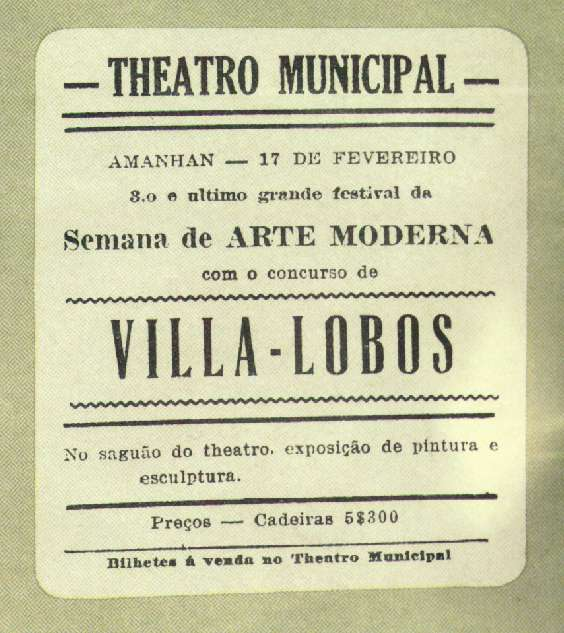
Афиша Недели современного искусства

Здание Муниципального театра — место проведения Недели.

Неделя современного искусства (порт. Semana de Arte Moderna) — фестиваль искусства, который проводился в Сан-Паулу, Бразилия, с 11 февраля по 18 февраля 1922 года. Этот фестиваль считается начальным событием бразильского модернизма. Хотя много бразильцев творило в этом стиле и до фестиваля, он четко определил границы жанра и продемонстрировал его обществу. Это событие по важности для Бразилии часто сравнивают с Международной выставкой современного искусства (Шоу Армори) в 1913 году в Нью-Йорке, которая была легендарной вехой в истории искусства США.
Неделя современного искусства была проведена в здании Муниципального театра в Сан-Паулу, на ней выставлялись работы пластического искусства, проводились лекции, концерты, слушания поэм. Этим фестиваль отличается от Шоу Армори, с которым его часто сравнивают, поскольку на последнем выставлялись исключительно произведения визуального искусства. Фестиваль был организован прежде всего художником Эмилиану ди Калваканти и поэтом Марио де Андраде с целью положить конец затянувшемуся конфликту молодых модернистов с культурным истеблишментом страны, возглавляемым Бразильской академией литературы, который четко придерживался академического искусства. Событие изначально рассматривалось как противоречивое или даже провокационное, а один из членов академии, Граса Аранья, был предан остракизму за доклад под названием «Эстетические эмоции в современном искусстве». Из-за радикализма (на то время) некоторых из поэм и музыкальных произведений, зрители часто освистывали авторов, а большинство критиков единодушно их осуждали.
Группа, которая приняла участие в фестивале, несмотря на свои оригинальные намерения, не осталась целостной. От неё откололись многочисленные группы. В целом среди них доминировали два направления: «антропофагисты» (каннибалисты) во главе с Освалдом де Андраде, соглашались на европейский и американский опыт для создания собственных стилей (откуда название — они пытались пожирать иностранные произведения и использовать для создания своих). Многие из них принимали участие в леворадикальных коммунистических и троцкистских движениях. Националисты, напротив, вообще отвергали внешнее влияние и искали «чисто бразильские» формы искусства. Лидером группы был Плиниу Салгаду, позже ставший политическим лидером радикального фашистского движения интегрализма и арестованный диктатором Жетулиу Варгасом за попытку переворота.
До проведения Недели Сан-Паулу был богатейшим, но культурно незначительным городом Бразилии. Эта неделя превратил город в центр модернистского движения и поставил в оппозицию более культурно консервативному Рио-де-Жанейро.
Проведение Недели современного искусства продолжилось в последующие годы. Например, 27 мая 1935 года в рамках Недели состоялось первое публичное исполнение произведений Камаргу Гуарньери, когда были представлены его 1-я соната для виолончели и фортепиано (1930), некоторые песни и понтейю (Ponteios — прелюдии из 1-го тома, созданные в 1931—1935 годах), 1-й струнный квартет с участием Закариаса Аутуори.